# Listă de formații alternative metal

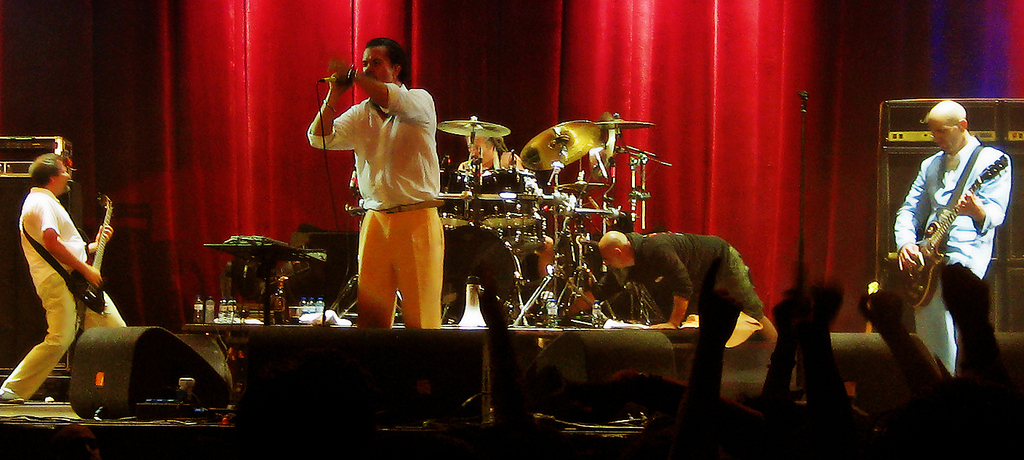
Faith No More adesea e creditat ca inventorul genului alternative metal.

Aceasta este o listă de formații alternative metal. Alternative metal (or alt-metal) este un stil de muzică heavy metal și alternative rock.
Alternative metal de obicei îmbină elemente de heavy metal cu influențe din alte genuri ca alternative rock, hardcore punk, funk, și progressive rock.

## Lista
| Formația                 | Note |
| ------------------------ | --- |
| 10 Years                 | De asemenea clasificată ca post-grunge și progressive metal. |
| 12 Stones                | De asemenea clasificată ca post-grunge, alternative rock, hard rock și christian rock.                                                                             |
| 36 Crazyfists            | De asemenea clasificată ca metalcore, post-hardcore and nu metal.                                                                                                  |
| 311                      | De asemenea clasificată ca reggae rock, alternative rock, rap metal, funk rock, rap rock și funk metal.                                                            |
| Alice in Chains          | De asemenea clasificată ca grunge, heavy metal, doom metal, sludge metal, dark metal și alternative rock.                                                          |
| Alien Ant Farm           | De asemenea clasificată ca alternative rock, nu metal, pop punk și post-grunge.                                                                                    |
| Alter Bridge             | De asemenea clasificată ca hard rock și heavy metal. |
| Anthrax                  | De asemenea clasificată ca thrash metal, heavy metal, groove metal, speed metal, rap metal și grunge. (Sound of White Noise period)                                |
| Apartment 26             | De asemenea clasificată ca nu metal and industrial metal. |
| A Perfect Circle         | Also classified as alternative rock, progressive rock, art rock, industrial rock, post-grunge, ambient, nu metal, and gothic rock.                                 |
| The Apex Theory          | |
| Apocalyptica             | De asemenea clasificată ca symphonic metal. |
| At the Drive-In          | De asemenea clasificată ca post-hardcore. |
| Audioslave               | De asemenea clasificată ca hard rock, post-grunge, and alternative rock.                                                                                           |
| Avenged Sevenfold        | De asemenea clasificată ca heavy metal, metalcore și hard rock. |
| Bad Brains               | 1986 album I Against I recognized as one of the first alternative metal albums. De asemenea clasificată ca hardcore punk și reggae rock.                           |
| Biohazard                | De asemenea clasificată ca crossover thrash, metalcore, hardcore punk și rapcore.                                                                                  |
| Black Veil Brides        | Also classed glam metal, hard rock, shock rock, heavy metal, melodic metalcore (early) and post-hardcore (early).                                                  |
| Breaking Benjamin        | De asemenea clasificată ca post-grunge and alternative rock |
| Bullet for My Valentine  | De asemenea clasificată ca hard rock, heavy metal, metalcore și thrash metal.                                                                                      |
| Butthole Surfers         | De asemenea clasificată ca alternative rock, neo-psychedelia, experimental rock și hardcore punk.                                                                  |
| Chevelle                 | De asemenea clasificată ca alternative rock. |
| Clutch                   | De asemenea clasificată ca hard rock, stoner rock, blues rock, jam, funk metal and hardcore punk (early).                                                          |
| Coal Chamber             | De asemenea clasificată ca nu metal, industrial metal and gothic metal.                                                                                            |
| Cold                     | De asemenea clasificată ca post-grunge și alternative rock. |
| Corrosion of Conformity  | De asemenea clasificată ca garage punk and sludge metal |
| Cyclone Temple           | De asemenea clasificată ca thrash metal and progressive metal. |
| Days of the New          | De asemenea clasificată ca alternative rock și post-grunge. |
| Decyfer Down             | De asemenea clasificată ca alternative rock și post-grunge. |
| Defrage                  | De asemenea clasificată ca alternative rock și post-grunge. |
| Deftones                 | De asemenea clasificată ca nu metal, experimental rock, post-metal, post-hardcore, and art rock.                                                                   |
| Disturbed                | De asemenea clasificată ca nu metal, hard rock, and heavy metal.                                                                                                   |
| Dog Fashion Disco        | De asemenea clasificată ca experimental metal. |
| Drown                    | De asemenea clasificată ca nu metal și industrial metal. |
| Drowning Pool            | De asemenea clasificată ca nu metal, heavy metal, hard rock și post-grunge.                                                                                        |
| Earshot                  | De asemenea clasificată ca hard rock și post-grunge. |
| Echobrain                | Only classed as alternative metal. |
| Enter Shikari            | De asemenea clasificată ca metalcore, electronicore și post-hardcore.                                                                                              |
| Evans Blue               | De asemenea clasificată ca alternative rock, indie rock, hard rock, and post-grunge.                                                                               |
| Evanescence              | De asemenea clasificată ca gothic rock, nu metal, and hard rock |
| Fair to Midland          | De asemenea clasificată ca progressive rock. |
| Faith No More            | Recognized as one of the earliest alternative metal bands. De asemenea clasificată ca funk metal, experimental metal și alternative rock.                          |
| Fightstar                | De asemenea clasificată ca post-hardcore, alternative rock și symphonic rock                                                                                       |
| Finger Eleven            | De asemenea clasificată ca alternative rock, post-grunge, hard rock și funk metal.                                                                                 |
| Filter                   | De asemenea clasificată ca industrial rock, industrial metal și post-grunge.                                                                                       |
| Five Finger Death Punch  | De asemenea clasificată ca groove metal. |
| Flyleaf                  | De asemenea clasificată ca hard rock și post-grunge. |
| Fuel                     | De asemenea clasificată ca hard rock și post-grunge. |
| Full Scale               | De asemenea clasificată ca post-grunge |
| Fu Manchu                | De asemenea clasificată ca stoner rock, punk rock și alternative rock                                                                                              |
| Funeral for a Friend     | De asemenea clasificată ca emo, post-hardcore, screamo și melodic hardcore.                                                                                        |
| Godsmack                 | De asemenea clasificată ca hard rock, heavy metal, post-grunge, nu metal, and industrial metal.                                                                    |
| Grinspoon                | De asemenea clasificată ca post-grunge, alternative rock și nu metal                                                                                               |
| Guano Apes               | De asemenea clasificată ca alternative rock, nu metal, rapcore, rap rock, post-grunge, pop rock, pop punk, punk revival și hard rock                               |
| Hayko Cepkin             | Also classified as alternative rock, heavy metal and industrial rock.                                                                                              |
| Halestorm                | Also classed hard rock și alternative rock. |
| Helmet                   | De asemenea clasificată ca post-hardcore, noise rock, alternative rock, groove metal, post-metal and experimental metal.                                           |
| HIM                      | De asemenea clasificată ca gothic metal, gothic rock, alternative rock.                                                                                            |
| Incubus                  | De asemenea clasificată ca funk metal (early), nu metal (early), rap metal (early), alternative rock (later) and art rock (later).                                 |
| In Flames                | De asemenea clasificată ca melodic death metal |
| In This Moment           | De asemenea clasificată ca metalcore. |
| Jane's Addiction         | De asemenea clasificată ca alternative rock și progressive rock.                                                                                                   |
| Jerry Cantrell           | De asemenea clasificată ca alternative rock, heavy metal, grunge and post-grunge.                                                                                  |
| Jesters of Destiny       | De asemenea clasificată ca heavy metal, hard rock și psychedelic rock.                                                                                             |
| The Jesus Lizard         | De asemenea clasificată ca noise-rock |
| Kittie                   | De asemenea clasificată ca nu metal, groove metal, and death metal.                                                                                                |
| Korn                     | Considered the first nu metal group. De asemenea clasificată ca industrial metal, rap metal, funk metal, groove metal and dark metal.                              |
| Kyuss                    | Also considered the first stoner rock band. |
| L7                       | De asemenea clasificată ca grunge, punk rock și riot grrrl. |
| Lacuna Coil              | De asemenea clasificată ca gothic metal and dark metal. |
| Layaway Plan             | De asemenea clasificată ca punk rock, melodic hardcore și skate punk.                                                                                              |
| Life of Agony            | De asemenea clasificată ca heavy metal, crossover thrash, hard rock, and alternative rock                                                                          |
| Leprous                  | De asemenea clasificată ca progressive metal |
| Limp Bizkit              | De asemenea clasificată ca nu metal and rap metal. |
| Linkin Park              | De asemenea clasificată ca nu metal, alternative rock, rap rock, pop rock, heavy metal, pop music, electronic rock, rap metal and alternative hip hop.             |
| Living Colour            | De asemenea clasificată ca funk metal, heavy metal și hard rock.                                                                                                   |
| Lostprophets             | De asemenea clasificată ca alternative rock, post-hardcore și nu metal.                                                                                            |
| Lou Reed și Metallica    | De asemenea clasificată ca art rock, experimental metal, experimental rock și spoken word.                                                                         |
| Machine Head             | De asemenea clasificată ca groove metal, thrash metal, rap metal și nu metal.                                                                                      |
| Mastodon                 | De asemenea clasificată ca progressive metal, experimental metal, sludge metal, stoner metal, heavy metal, groove metal. and post-hardcore                         |
| Marilyn Manson           | De asemenea clasificată ca industrial metal, industrial rock, glam rock, heavy metal, shock rock și alternative rock.                                              |
| Melvins                  | Also classed as various other genres, including sludge metal și doom metal                                                                                         |
| Metallica                | De asemenea clasificată ca heavy metal, thrash metal, hard rock și speed metal                                                                                     |
| Mike Patton              | Also classed as various other genres. |
| Mind Funk                | De asemenea clasificată ca funk metal, grunge și stoner rock. |
| Mind Over Four           | De asemenea clasificată ca progressive metal. |
| Ministry                 | De asemenea clasificată ca industrial metal și thrash metal. |
| Monster Magnet           | De asemenea clasificată ca psychedelic rock, stoner metal și heavy metal.                                                                                          |
| Mother Love Bone         | De asemenea clasificată ca grunge, glam metal, hard rock și heavy metal.                                                                                           |
| Mötley Crüe              | De asemenea clasificată ca heavy metal, hard rock și glam metal |
| Mr. Bungle               | Also classed as various other genres, including avant-garde și funk metal                                                                                          |
| Mucc                     | De asemenea clasificată ca hard rock, pop rock și Rock alternativ.                                                                                                 |
| Mudvayne                 | De asemenea clasificată ca heavy metal, nu metal, progressive metal, math metal and groove metal.                                                                  |
| Mushroomhead             | De asemenea clasificată ca shock rock, industrial metal și electro-industrial.                                                                                     |
| Nebula                   | De asemenea clasificată ca stoner rock, heavy metal și psychedelic rock.                                                                                           |
| Nickelback               | Also classified as heavy metal, alternative rock, post-grunge, pop rock, nu metal and country rock.                                                                |
| Nine Inch Nails          | De asemenea clasificată ca industrial rock, industrial metal, dark ambient, gothic rock and alternative rock.                                                      |
| Nonpoint                 | De asemenea clasificată ca nu metal, hard rock, rap metal și groove metal.                                                                                         |
| Nothingface              | Only classed as alternative metal. |
| Norma Jean               | De asemenea clasificată ca metalcore, sludge metal și post-metal.                                                                                                  |
| Orangutang               | De asemenea clasificată ca pop rock, and alternative rock. |
| Orgy                     | De asemenea clasificată ca industrial rock, industrial metal, nu metal, electronic rock and synthpunk.                                                             |
| Otep                     | De asemenea clasificată ca nu metal, rap metal și death metal. |
| Papa Roach               | De asemenea clasificată ca nu metal, alternative rock, hard rock, rap metal, and glam metal.                                                                       |
| P.O.D.                   | De asemenea clasificată ca nu metal, rap metal, Christian metal, reggae și post-hardcore.                                                                          |
| Palms                    | De asemenea clasificată ca post metal, post rock și shoegazing. |
| Pantera                  | De asemenea clasificată ca groove metal, thrash metal and sludge metal.                                                                                            |
| Paw                      | De asemenea clasificată ca grunge și alternative rock. |
| Pearl Jam                | De asemenea clasificată ca alternative rock, grunge, rock și hard rock.                                                                                            |
| Primus                   | De asemenea clasificată ca funk metal, alternative rock, experimental rock, funk rock, progressive rock, progressive metal, jam și nu metal (Antipop period).      |
| Prong                    | De asemenea clasificată ca industrial metal, thrash metal, groove metal și hardcore punk.                                                                          |
| Puddle of Mudd           | De asemenea clasificată ca post-grunge, hard rock, alternative rock, grunge, and nu metal.                                                                         |
| Queens of the Stone Age  | Also classified as alternative rock, hard rock, stoner rock și heavy metal.                                                                                        |
| Queensrÿche              | De asemenea clasificată ca progressive metal, hard rock, heavy metal, power metal și glam metal.                                                                   |
| Rage Against the Machine | De asemenea clasificată ca rap metal și funk metal |
| Rammstein                | De asemenea clasificată ca industrial metal și Neue Deutsche Härte.                                                                                                |
| Red                      | De asemenea clasificată ca alternative rock, hard rock, christian rock, heavy metal și post-grunge.                                                                |
| Red Hot Chili Peppers    | De asemenea clasificată ca funk rock, alternative rock, funk metal și rap rock.                                                                                    |
| Rob Zombie               | De asemenea clasificată ca heavy metal, industrial metal, groove metal, industrial rock și nu metal.                                                               |
| Roses Are Red            | De asemenea clasificată ca emo and alternative rock. |
| Scum of the Earth        | De asemenea clasificată ca heavy metal. |
| Seether                  | De asemenea clasificată ca post-grunge. |
| Sepultura                | De asemenea clasificată ca groove metal, death metal, thrash metal, black metal speed metal, dark metal and world music (later period).                            |
| Serj Tankian             | De asemenea clasificată ca progressive rock, experimental rock, art rock și classical.                                                                             |
| Sevendust                | De asemenea clasificată ca nu metal and heavy metal. |
| Shinedown                | Also classified as post-grunge, hard rock, and southern rock |
| Sick Puppies             | De asemenea clasificată ca alternative rock, hard rock și post-grunge.                                                                                             |
| Slipknot                 | De asemenea clasificată ca heavy metal, nu metal, death metal and groove metal.                                                                                    |
| The Smashing Pumpkins    | De asemenea clasificată ca alternative rock, gothic rock, psychedelic rock, dream pop, grunge, progressive metal, progressive rock și shoegazing.                  |
| SOiL                     | De asemenea clasificată ca nu metal, hard rock, heavy metal, groove metal și post-grunge.                                                                          |
| Soilent Green            | De asemenea clasificată ca grindcore și sludge metal. |
| Soundgarden              | De asemenea clasificată ca grunge, heavy metal, alternative rock, psychedelic, blues and garage punk                                                               |
| Sum 41                   | De asemenea clasificată ca punk rock, pop-punk, and alternative rock                                                                                               |
| Stabbing Westward        | De asemenea clasificată ca industrial rock and alternative rock.                                                                                                   |
| Staind                   | Also classified as nu metal, alternative rock, and post-grunge |
| Stereomud                | De asemenea clasificată ca hard rock și nu metal. |
| Stone Sour               | De asemenea clasificată ca post-grunge, hard rock și heavy metal.                                                                                                  |
| Stone Temple Pilots      | De asemenea clasificată ca alternative rock, hard rock, grunge și neo-psychedelia                                                                                  |
| System of a Down         | De asemenea clasificată ca heavy metal, nu metal, progressive rock, progressive metal, hard rock, alternative rock, experimental rock, thrash metal, and art rock. |
| Tad                      | De asemenea clasificată ca grunge și heavy metal. |
| Taproot                  | De asemenea clasificată ca nu metal, alternative rock și post-grunge.                                                                                              |
| Therapy?                 | De asemenea clasificată ca alternative rock, punk rock, grunge și noise rock                                                                                       |
| Tomahawk                 | De asemenea clasificată ca alternative rock, experimental rock, progressive rock și Native American music.                                                         |
| Three Days Grace         | Also classified as alternative rock, post-grunge, and hard rock |
| Tool                     | De asemenea clasificată ca progressive metal, progressive rock, heavy metal, art rock, dark metal and industrial metal.                                            |
| Trapt                    | De asemenea clasificată ca hard rock, post-grunge and nu metal. |
| Type O Negative          | De asemenea clasificată ca gothic metal și doom metal. |
| Tremonti                 | De asemenea clasificată ca thrash metal și speed metal. |
| Ugly Kid Joe             | De asemenea clasificată ca hard rock, heavy metal, glam metal și funk metal.                                                                                       |
| Vampires Everywhere!     | De asemenea clasificată ca post-hardcore, metalcore, gothic metal, shock rock, industrial metal and horror punk.                                                   |
| Voivod                   | De asemenea clasificată ca thrash metal, progressive metal și technical thrash metal.                                                                              |
| Waltari                  | De asemenea clasificată ca progressive metal, crossover thrash, hard rock, avant-garde metal, death metal, punk rock, symphonic metal, pop rock, and techno        |
| White Zombie             | De asemenea clasificată ca groove metal, industrial metal și heavy metal.                                                                                          |